# Cetatea Ockenfels
Cetatea Ockenfels denumirea veche „Cetatea Leyen” este situat în localitatea Ockenfels, din  landul Renania-Palatinat, Germania.

## Istoric
Cetatea a fost întemeiată în prima jumătate a secolului XIII, ea fiind reședința familiei nobiliare Leyen, de unde provine denumirea veche a cetății. In anul 1341 moare ultimul descendent din familia Leyen, cetatea intrând în posesia familiei „Rolman von Dattenberg” iar printr-o căsătorire devine proprietatea lui „Dittrich von Monreal”. In urma unor conficte cu episcopatul din Köln, cetatea va distrusă în anul 1475 de trupele lui „Karls des Kühnen”. Ea va fi refăcută și întărită în anul 1609 de „Johann Adam von Hoheneck”. După ce schimbă de mai multe ori proprietarul, cetatea intră în cele din urmă  în posesia lui Georg von Gerolt, după moartea ultimului descendent al familiei nobiliare, ajunge în proprietatea orașului Linz, ruina fiind restaurată în anul 1927, sub forma care se prezintă și azi.